# Autolyca albifrons
Autolyca albifrons är en insektsart som beskrevs av Ludwig Redtenbacher 1906. Autolyca albifrons ingår i släktet Autolyca och familjen Pseudophasmatidae. Inga underarter finns listade.